# Маклейн, Стивен Гленвуд
Сти́вен Гле́нвуд Макле́йн (англ. Steven Glenwood MacLean; род. 14 декабря 1954, Оттава, Онтарио) — канадский физик, астронавт, с 2008 года — президент Канадского космического агентства.

## Образование, работа
После окончания средней школы в Непине (пригород Оттавы) продолжил обучение в Йоркском университете в Торонто, где в 1977 году получил степень бакалавра по физике. Параллельно с учёбой в течение двух лет работал на административных должностях на спортивной кафедре университета, а в 1976—1977 годах был членом сборной Канады по спортивной гимнастике. В 1980—1983 годах преподавал в Йоркском университете. В 1983 году там же получил степень доктора наук по физике.
Работал научным сотрудником в Стэнфордском университете под руководством Артура Шавлова, нобелевского лауреата, выдающегося учёного в области лазерной физики. Сам Стивен Маклейн является специалистом в лазерной физике, проводившим исследования по электрооптике, лазерной флуоресценции частиц и кристаллов, а также мультифотонной лазерной спектроскопии.

## Космическая подготовка
В июне 1983 года Национальный научно-исследовательский совет Канады начал свой первый отбор в отряд астронавтов в связи с подписанием американо-канадского соглашения о совместных космических полётах на американских шаттлах. 5 декабря 1983 года были объявлены имена шести канадских астронавтов, среди которых был и 28-летний Стивен Маклейн. С февраля 1984 года проходил подготовку в Космическом центре им. Джонсона в качестве специалиста по полезной нагрузке.
10 декабря 1985 года кандидатура Маклейна была утверждена в качестве основного кандидата для полёта на STS-71F, первоначально планировавшегося на 1987 год. Но после того как случилась катастрофа шаттла «Челленджер», полёт был перенесён на 1992 год и получил обозначение STS-52.р
В 1987—1991 годах Стивен Маклейн участвовал в разработке компьютеризованной системы наблюдения и обмена данными для управления манипуляторами Канадарм и Канадарм2. Параллельно с этим являлся советником по программе стратегических разработок в области автоматизации и роботизации (1988—1991).
В 1989 году было создано Канадское космическое агентство. С этого времени все канадские астронавты стали членами отряда астронавтов ККА.

## Полёт на «Колумбии»
Свой первый полёт в космос 37-летний Стивен Маклейн совершил 27 октября — 1 ноября 1992 года на борту шаттла «Колумбия» (STS-52) в качестве специалиста по полезной нагрузке. Основными задачами этого полёта были выведение на орбиту американо-итальянского исследовательского спутника LAGEOS II и проведение работ в микрогравитационном модуле USMP-1. Среди прочих пунктов программы полёта были эксперименты с канадской полезной нагрузкой CANEX-2, за которую отвечал Стивен Маклейн.
Длительность полёта составила 9 суток 20 ч 56 мин 13 с.
С 1993 по 1994 год С. Маклейн занимал должность генерального директора программы канадских астронавтов. Работал главным оператором связи с экипажем (Capcom) во время других космических полётов.
С 1996 по 1998 год проходил подготовку в космическом центре им. Джонсона (совместно с американскими астронавтами 16-го набора), по завершении которой получил квалификацию специалиста полёта.
В 2002 году был назначен в основной экипаж миссии STS-115, в которой весной 2003 года ему предстояло осуществить выход в открытый космос. Но опять планам помешала катастрофа — на этот раз шаттла «Колумбия». Старт был перенесён на три года.

## Полёт на «Атлантисе»
Второй полёт Стивена Маклейна состоялся 9—21 сентября 2006 года на космическом корабле «Атлантис» (STS-115). Основными задачами этого полёта были доставка на орбиту ферменной конструкции с комплектом солнечных батарей и возобновление строительства Международной космической станции, проведение монтажных работ на её внешней поверхности, дооснащение станции оборудованием и расходными материалами. Маклейн стал первым канадцем, управлявшим системой Канадарм2 и вторым канадцем, после Криса Хэдфилда, совершившим выход в открытый космос. 13 сентября вместе с Дэниелом Бёрбэнком они провели за пределами орбитального комплекса 7 часов 11 минут, монтируя на станции солнечные батареи.
Продолжительность второго полёта Маклейна составила 11 суток 19 ч 6 мин 35 с.
После выполнения второго полёта Стивен Маклейн находился на должности старшего астронавта ККА, координируя деятельность членов отряда.
1 сентября 2008 года назначен президентом Канадского космического агентства.
Статистика
| # | Стартовый корабль | Старт, UTC        | Экспедиция | Корабль посадки  | Посадка, UTC      | Налёт                       | Выходы в открытый космос | Время в открытом космосе |
| - | ----------------- | ----------------- | ---------- | ---------------- | ----------------- | --------------------------- | ------------------------ | ------------------------ |
| 1 | Колумбия STS-52   | 22.10.1992, 17:09 | STS-52     | Колумбия STS-52  | 01.11.1992, 14:05 | 09 суток 20 часов 56 минут  | 0                        | 0                        |
| 2 | Атлантис STS-115  | 09.09.2006, 15:14 | STS-115    | Атлантис STS-115 | 21.09.2006, 10:21 | 11 суток 19 часов 06 минут  | 1                        | 07 часов 11 минут        |
|   |                   |                   |            |                  |                   | 21 сутки 16 часов 02 минуты | 1                        | 07 часов 11 минут        |

## Награды
- Две медали НАСА «За космический полёт» (1992, 2007)

## Семья
Женат на Надин Вегопольски, трое детей. Увлекается пешим туризмом, греблей на каноэ, пилотированием, парашютным спортом, гимнастикой. Проживает в городе Сен-Ламбер (Квебек).